# Logray
Logray a Csillagok háborúja elképzelt univerzumának egyik ewok szereplője.

## Leírása
Logray az ewokok fajába tartozó férfi, aki a Galaktikus polgárháború idején és az Új Köztársaság első éveiben a Világos fa falu (Bright Tree Village) településfa sámánja volt. Magassága 1 méter. Szőrzete barna, krémszínű hosszanti csíkokkal. Szemszíne fekete. Fején és vállain az ewokokra jellemző csuklyát visel. Sámánként a fején egy churi madár koponyáját hordja. Kezében bot van, amely legyőzött ellenségei gerincével van feldíszítve.

## Élete
Akár a többi fajtársa, az Endor bolygó erdőholdján született és élt. Fiatalkorában elrabolta Morag, a tulgah boszorkány, de rabsága közben megtanulta a boszorkánytól az Erőt használni. Logray Chirpa törzsfőnökkel vezette együtt a Világos fa falut, egészen az endori csata utánig, amikor is Chirpa gyávasággal és önkényuralom vádjával vádolta meg Lograyt, és Paploot nevezte ki új sámánnak. Ennek következtében Logray átkot szórt a falura. Az új sámán, Paploo pedig „az aranyosat”, azaz C-3PO-t kérte meg az átok felbontására.
Lograyt kizárták a faluból és remeteként élt tovább. Ahogy egyre idősödött, minél jobban és jobban vonzotta az Erő sötét oldala.
Tanítványai közé tartozik: Zarrak, Wicket és Teebo.

## Megjelenése a filmekben, rajzfilmekben, könyvekben, videójátékokban
Erről a sámán evokról „A jedi visszatér” című regényben olvashatunk először; az azonos című filmben is szerepet kapott. A „A bátrak karavánja” (The Ewok Adventure) című tévéfilmben láthatjuk, amint varázstárgyakat ad, valamint megáldja a Cindel Towani lányt és a Warrick család férfijait. A „Star Wars: Ewoks” rajzfilm sorozat számos részében is jelen van. Képregényekben és videójátékokban is találkozhatunk Logray-jel.
Lograyt a mozifilmben Mike Edmonds, a tévéfilmben Bobby Bell alakítja. A rajzfilm sorozatban Doug Chamberlain kölcsönzi a hangját e sámánnak.

### Fordítás
- Ez a szócikk részben vagy egészben a Logray című Wookieepedia-szócikk fordítása. Az eredeti cikk szerkesztőit annak laptörténete sorolja fel.